# 25 Years On
25 Years On is het enige studioalbum van de Britse band Hawklords. Hawklords was een muziekgroep die alleen diende tot overbrugging van een stilteperiode in Hawkwind. De toenmalige leiders van de band Brock en Calvert verzamelden een aantal gastmusici om zich heen, maar mochten geen gebruik maken van de naam Hawkwind. Hawklords was geboren. Het album klinkt droevig en ging over de "man uit de straat". Calvert, vaak maatschappijkritisch, omschreef het als een album over "the small man, the average man's plight". Het album haalde nergens een albumlijst. Ook de bijbehorende tournee moest ingekrompen worden. Het futuristische decor voor de concerten van Barney Bubbles werd halverwege de toer maar thuis gelaten. Na 25 Years On werd het weer stil rond Hawkwind/Hawklords. 
Het album werd in 2009 opnieuw uitgegeven met extra tracks en liveopnamen.

## Musici
- Robert Calvert – zang
- Dave Brock – gitaar
- Harvey Bainbridge – basgitaar
- Steve Swindells – toetsinstrumenten
- Martin Griffin, Simon King – slagwerk
- Simon House – elektrische viool

## Muziek
| Nr. | Titel                                                | Duur |
| --- | ---------------------------------------------------- | ---- |
| 1.  | Psi Power (Brock, Calvert)                           | 6:06 |
| 2.  | Freefall (Bainbridge, Calvert)                       | 5:13 |
| 3.  | Automoton (Brock, Calvert)                           | 1:13 |
| 4.  | 25 Years (Brock)                                     | 4:31 |
| 5.  | Flying Doctor (Brock, Calvert)                       | 5:38 |
| 6.  | The Only Ones (Brock, Calvert)                       | 4:14 |
| 7.  | (Only) The Dead Dreams of the Cold War Kid (Calvert) | 3:55 |
| 8.  | The Age of the Micro Man (Brock, Calvert)            | 3:31 |
| 9.  | Psi Power (singleversie)                             | 4:26 |
| 10. | Death Trap (singleversie)                            | 3:52 |
| 11. | 25 Years (singleversie)                              | 3:30 |

| Nr. | Titel                                                  | Duur |
| --- | ------------------------------------------------------ | ---- |
| 1.  | Over the Top (Brock, Calvert)                          | 7:50 |
| 2.  | Magnu (Brock)                                          | 3:12 |
| 3.  | Angels of Life (Brock)                                 | 1:12 |
| 4.  | Freefall (1e opname)                                   | 7:56 |
| 5.  | Death Trap (Brock, Calvert)                            | 4:30 |
| 6.  | The Only Ones (demo)                                   | 4:38 |
| 7.  | (Only) The The dead dreams of the cold war kid (demo)  | 3:31 |
| 8.  | Flying Doctor (demo)                                   | 5:37 |
| 9.  | 25 Years (demo)                                        | 8:00 |
| 10. | Assassination                                          | 3:56 |
| 11. | Freefall (2e opname)                                   | 5:28 |
| 12. | (Only) The Dead Dreams of the Cold War Kid (2e opname) | 3:16 |
| 13. | The Age of the Micro Man (1e opname)                   | 5:44 |
| 14. | Automoton (verlengde versie)                           | 2:33 |
| 15. | Digger Jam                                             | 2:38 |

De tracks 1 tot en met 5 zijn liveopnamen van The Sonic Assassins bestaande uit Calvert, Brock, Bainbridge, Paul Hayes en Griffin. 